# والتر باورز
والتر باورز (بالإنجليزية: Walter Powers)‏ هو مغني وموسيقي أمريكي، ولد في 4 أغسطس 1946 في بوسطن في الولايات المتحدة.

## وصلات خارجية
- والتر باورز على موقع ميوزك برينز (الإنجليزية)
- والتر باورز على موقع أول ميوزيك (الإنجليزية)
- والتر باورز على موقع ديسكوغز (الإنجليزية)